# Jorge Bunster
Jorge Alberto Bunster Betteley (Santiago, 17 de marzo de 1953) es un ingeniero comercial y empresario chileno. Se desempeñó como ministro de Energía entre 2012 y 2014, durante el primer gobierno del presidente Sebastián Piñera.
Antes de arribar al aparato público, como funcionario de la Cancillería chilena, en 2010, tuvo un extenso paso por el sector privado, en particular en el grupo Angelini, donde le tocó liderar Empresas Copec, una de las mayores consorcios del país andino por capitalización bursátil.

## Familia y estudios
Nació del matrimonio conformado por el ingeniero Gabriel Bunster Saavedra y Sylvia Betteley Besa, quienes tuvieron además otros cuatro hijos: Gabriel, Eduardo, Maruja y Tomás.
Se formó en el The Grange School de Santiago, la misma entidad educacional donde había estudiado su padre. Posteriormente cursó la carrera de ingeniería comercial en la Pontificia Universidad Católica (PUC) y una Maestría en Administración de Negocios (MBA) en el Instituto de Estudios Superiores de la Empresa de la Universidad de Navarra, en España.
Está casado con María Consuelo Benavente, con quien es padre de cuatro hijos; María Consuelo, Josefina, Martín y Jorge Andrés.

## Carrera profesional
Entre 1981 y 1985 se desempeñó como gerente general y director ejecutivo de AFP Alameda. Los siguientes dos años trabajaría como gerente general de Alimentos Bresler.
En 1986 fue reclutado por el empresario Anacleto Angelini para que le colaborara como ejecutivo en la Compañía de Seguros Generales Cruz del Sur. Ese mismo año se integró al directorio de la Compañía de Petróleos de Chile (Copec). Tras cuatro ejercicios fue designado gerente general. Ocupó esta responsabilidad hasta 2003, año en que pasó a liderar, junto al nombre Copec, la unidad de combustibles de la nueva Empresas Copec.
Trabajó en el sector público desde 2010, en la administración del presidente Sebastián Piñera, como director de la Dirección General de Relaciones Económicas Internacionales del Ministerio de Relaciones Exteriores. El 3 de abril de 2012 le fue encargado el Ministerio de Energía. Durante su gestión ingresó al Congreso Nacional el proyecto de ley que crea la carretera eléctrica pública. Dejó el cargo en marzo de 2014, con el fin del gobierno de Piñera. Actualmente hace parte de la junta directiva de Organización Terpel S.A. (Colombia).